# Reinhold Zech
Reinhold Zech (* 27. Mai 1948 in Stuttgart) ist ein ehemaliger deutscher Fußballspieler. Er kam auf 254 Bundesligaspiele und schoss dabei fünf Tore.

## Laufbahn
Im Jahre 1963 kam Reinhold Zech vom SV Rot in die Jugendabteilung des VfB Stuttgart. Über die Amateurmannschaft – 1. Amateurliga Nordwürttemberg – schaffte er den Sprung in die Lizenzspielermannschaft. Zech debütierte gegen Saisonende der Spielzeit 1968/69 für den VfB Stuttgart in der Bundesliga, als der Abwehrspieler bei der 1:2-Auswärtsniederlage gegen Kickers Offenbach am 17. Mai 1969 in der Startelf stand. In der folgenden Spielzeit etablierte er sich als Stammspieler in der Abwehr und kam am 11. Oktober 1969 zu seinem Tordebüt in der ersten Liga. Beim 2:1-Sieg gegen Hannover 96 im Neckarstadion erzielte er den Treffer zum 1:0. Am 14. Oktober 1971 absolvierte Zech ein Länderspiel in der Juniorennationalmannschaft U 23 in Leicester gegen England. Das Spiel ging mit 1:3 Toren für die DFB-Elf verloren. Zusammen mit Torhüter Jürgen Rynio und den Abwehrspielern Michael Bella, Helmut Kremers und Rolf Rüssmann bildete er dabei die Verteidigung. 1973 übernahm Zech vom gewechselten Horst Köppel das Amt des VfB-Kapitäns, bis Johann Ettmayer ihn 1974 ablöste. Bis zum Abstieg der Schwaben aus der deutschen Eliteserie 1975 blieb er dem Klub treu und hatte dabei unter den Trainern Gunther Baumann, Franz Seybold, Branko Zebec, Hermann Eppenhoff und Albert Sing trainiert.
Die ersten Spiele im Europacup bestritt Zech in der Saison 1969/70 am 17. September und dem 1. Oktober 1969 im Messe-Cup gegen Malmö FF. Dabei führte noch Gilbert Gress Regie im Mittelfeld der Schwaben. In der Saison 1973/74 drang der VfB Stuttgart mit Zech und den Mannschaftskameraden Willi Entenmann, Hermann Ohlicher, Hans Ettmayer und Dieter Brenninger bis in das Halbfinale gegen Feyenoord Rotterdam vor. Der 3:0 Rückspielsieg am 12. Dezember 1973 gegen das Team von Oleh Blochin, Dynamo Kiew, ragte dabei heraus. Rotterdam, das auch den Cup gewann, setzte sich am 10. und 24. April 1974 mit den Leistungsträgern Wim Rijsbergen, Wim Jansen und Jan Boskamp gegen die Schwaben durch. Insgesamt bestritt Reinhold Zech dreizehn Spiele im Europapokal für Stuttgart.
1975 heuerte Zech beim 1. FC Saarbrücken in der 2. Bundesliga an. In 28 Einsätzen trug er zur Meisterschaft in der Südstaffel bei, die die Rückkehr des Klubs in die Bundesliga bedeutete. Anschließend spielte er noch zwei Jahre für den Klub im Oberhaus, ehe er mit dem Klub 1978 in die Zweitklassigkeit absteigen musste. Er absolvierte bis Weihnachten 1979 noch zwölf weitere Partien in der zweiten Bundesliga, ehe er sich vom Profifußball verabschiedete.